# Мула
Мула је назив хибрида насталог укрштањем кобиле са магарцем. Услед разлике у броју хромозома код родитељских врста, мула има непаран диплоидан број хромозома те је у већини случајева стерилна. Нема података о плодним мужјацима муле, а пријављени су случајеви укрштања женки са магарцима и коњима. Настала је вештачком селекцијом како би помогла човеку у тешким пословима (нпр. вуча, орање, превоз).